# Свистуны (Тверская область)
Свистуны́ — деревня в Ржевском районе Тверской области России. Деревня Свистуны находится рядом с деревнями Звягино, Светлая, Бахарево, Яковлево, Седнево. В 1940 году деревня вошла в состав Бахаревского сельсовета.

## История
Деревня образовалась в конце XVII века. До 1800-х годов она было независимой, но впоследствии стало владельческой усадьбой. В XIX веке принадлежала помещику Свистунову. Находится в 25 верстах от уездного города, как написано в старинных документах. В XIX веке уездным городом был Ржев. По сведениям 1859 года в деревне Свистуны насчитывалось 14 дворов. 
В 1859 году население деревни составляло 92 человека: 41 мужчину и 51 женщину.
Во времена административно-территориальной реформы в 1775 году деревня вошла в состав Лаптевской волости (центр — село Лаптево) Ржевского уезда Тверского наместничества (впоследствии Тверская губерния)